# Duca della Pignata
Il Duca della Pignata è un importante personaggio del Carnevale di Verona.
Il duca, accompagnato dalla duchessa, sfila durante il Bacanal del Gnoco, su un apposito carro su cui si pongono i due Duchi coi loro dignitari e un gruppo di bambini. I bambini sono importanti perché lanciano caramelle. Tutti i personaggi sul carro hanno in testa un copricapo di cartone o plastica, a forma di anfora, che ricorda la famosa Pignata, cantando una canzone che spiega l'origine di questa maschera veronese.

## Origini

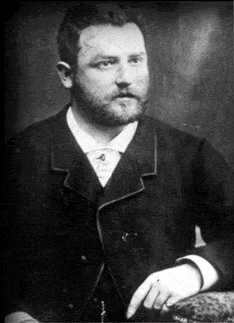
Siro Zuliani, primo "Duca della Pignata" (1852-1884)

Siro Zuliani (Verona, 9 gennaio 1852 – Mantova, 19 marzo 1884) era un personaggio stravagante e particolarmente generoso, tanto da essere conosciuto scherzosamente come "il Duca". Nel 1883 iniziò a spargersi la voce che Zuliani avesse rinvenuto, durante la ristrutturazione della sua abitazione, una pignatta piena di marenghi d'oro: il quotidiano L'Arena infatti pubblicò il 16 settembre 1883 un articolo su un misterioso duca molto ricco; poco dopo Zuliani fece esporre nella vetrina di un negozio in Via Nuova (l'odierna Via Mazzini) una colossale pignatta su cui fece scrivere "Ecco la vera pignatta trovata dal Duca di S. Stefano". Successivamente, nel gennaio 1884 venne costituito il comitato del "Baccanale di Santo Stefano e San Giorgio", poi ridenominato in "Ducato di Santo Stefano".
Il comitato, il più importante di Verona dopo il Bacanal dei Gnoco, organizza il cosiddetto "Luni Pignatar", ovvero una sorta di "Lunedì Grasso" nel quartiere di Santo Stefano, con la tradizionale distribuzione di minestrone, una volta offerto a poveri e bisognosi.

## La canzone del Duca della Pignata

Carnevale nel quartiere di Santo Stefano nel 1884

Un muratore nel quartiere di Santo Stefano stava ristrutturando una vecchia casa, buttando giu un muro, con un palo di legno, scoprì una pignatta (o anfora) piena di monete d'oro. La canzone della scoperta si chiama "La Pignata de 'na olta" in veronese, cioè la pignatta di una volta.
Dio dell’oro metteva ‘l brodo

Nel mistero l’era involta

Né scoprirla ghera modo.

Né Colombo e Galileo

Che i rumava in ciel e ‘n tera,

I à scoperto dove l’era

El famoso pignaton.

Ma ‘un talian che dorme miga,

Stefanato de Verona,

Sensa tanto far fadiga

Co’ na stanga bela e bona,

L’à scoperto, ormai da tanto,

Pignatissima pignata,

Che contando da sta data,

Memoranda resterà.»